# الأغنام قصيرة الذيل
الأغنام قصيرة الذيل في شمال أوروبا هي مجموعة من سلالات الأغنام التقليدية التي يمكن العثور عليها في شمال أوروبا، في المقام الأول الجزر البريطانية، والدول الاسكندنافية، وغرينلاند ومنطقة البلطيق. ويعتقد أنها سليلة من الخروف الأول الذي جلبه المزارعون الأوائل إلى أوروبا. لآلاف السنين، كانت السلالة النوع الوحيد من الأغنام التي تربى في شمال أوروبا. إنها خراف شديدة التحمل، تتكيف مع المناخات القاسية، ولكنها صغيرة الحجم. نتيجة لذلك، تم استبدالها في معظم المناطق بسلالات جديدة من الأغنام ، كبيرة الحجم، وطويلة الذيل.

## صور

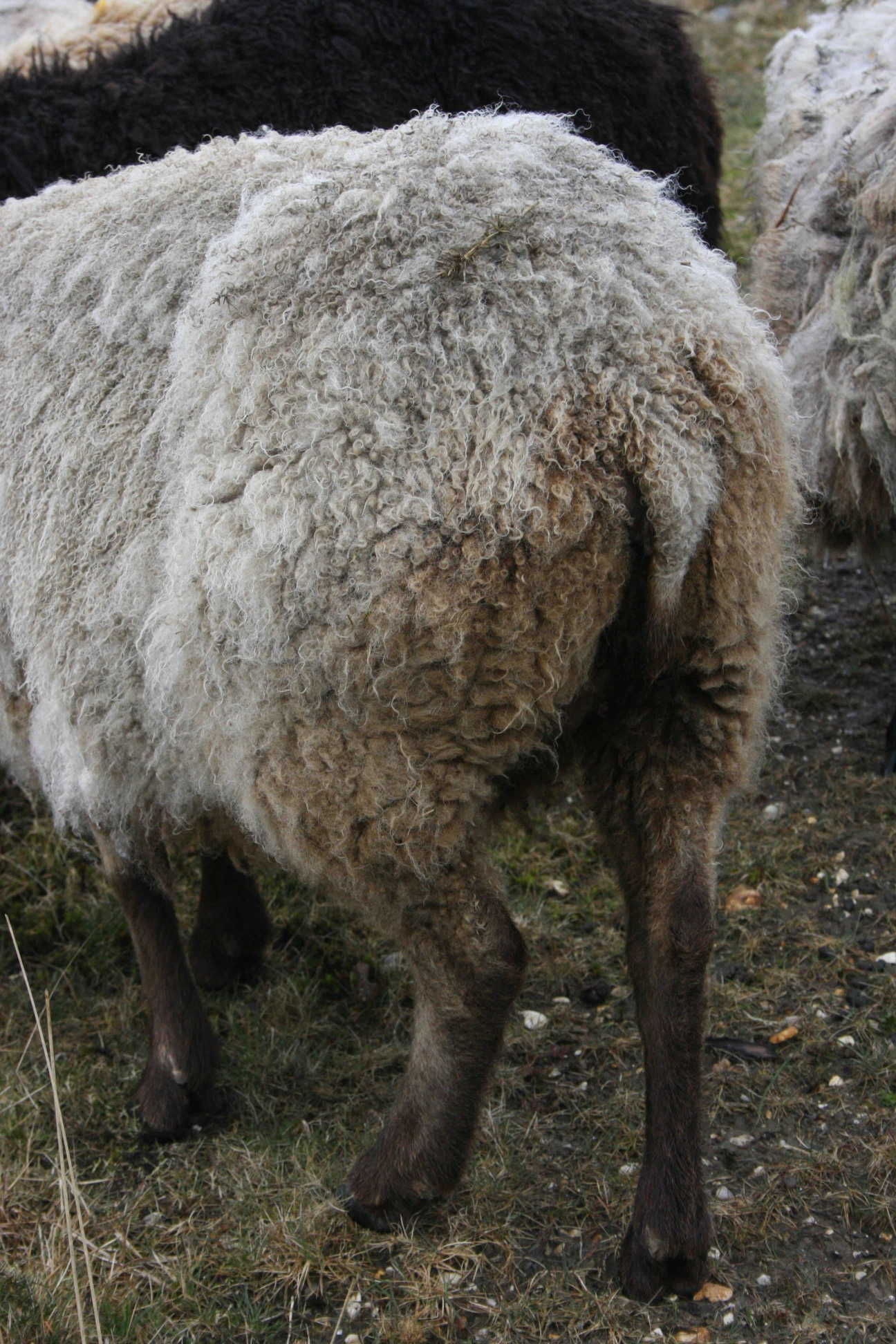
غنم شتلاند: ذيله القصير المدبب نموذجي لسلالات الأغنام قصيرة الذيل في شمال أوروبا
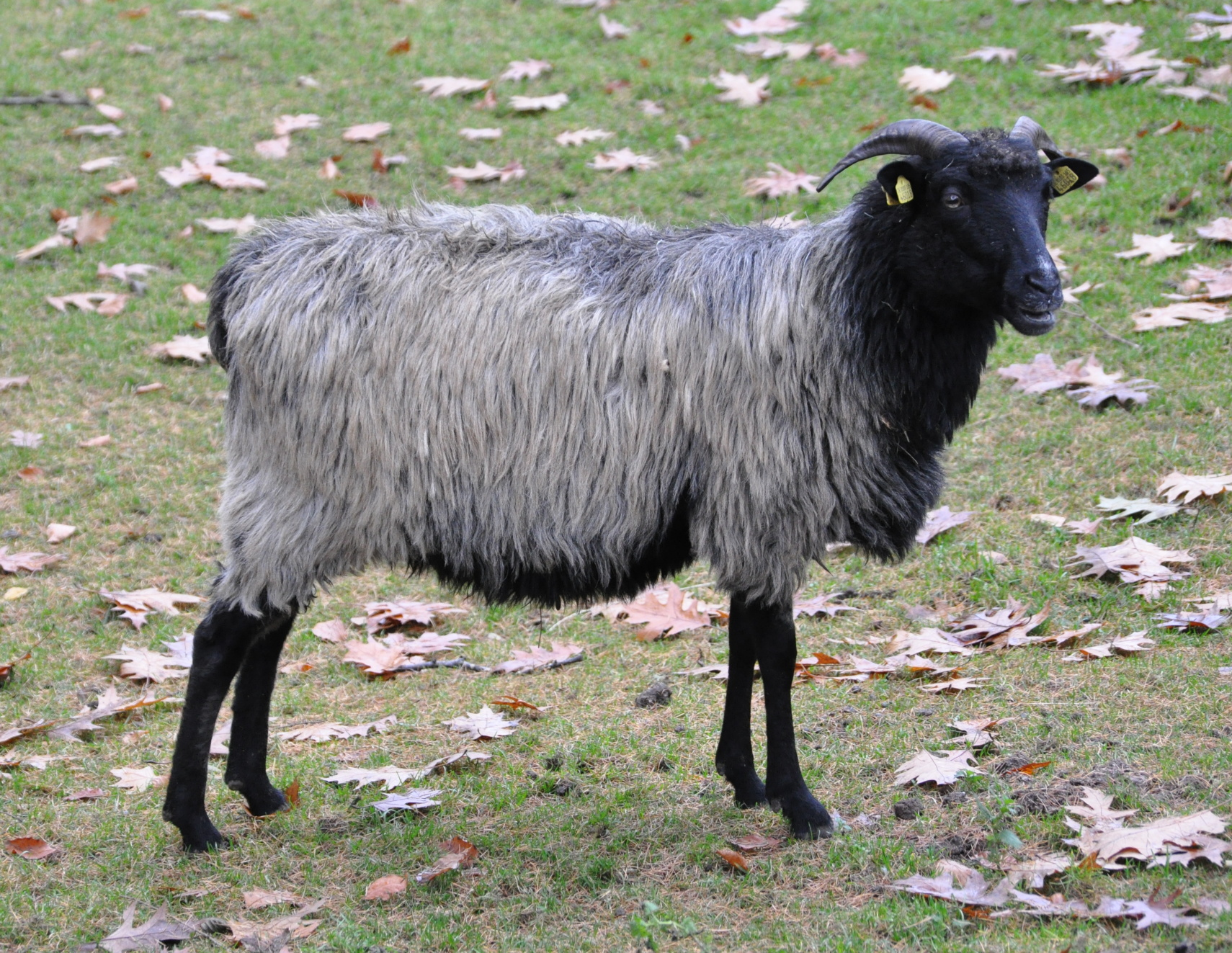
غنم جاگلو الألماني .
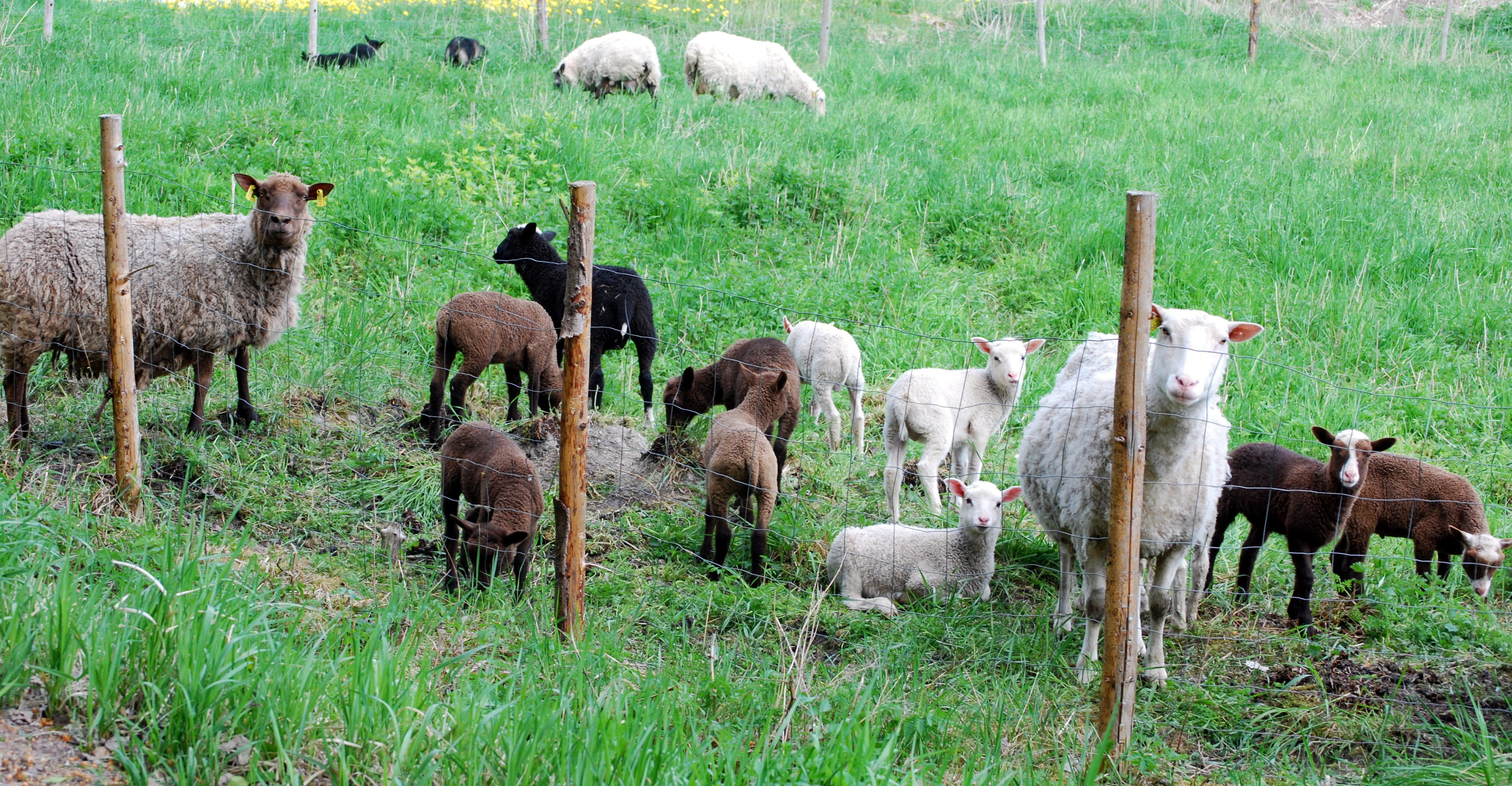
الأغنام والحملان الفنلندية.
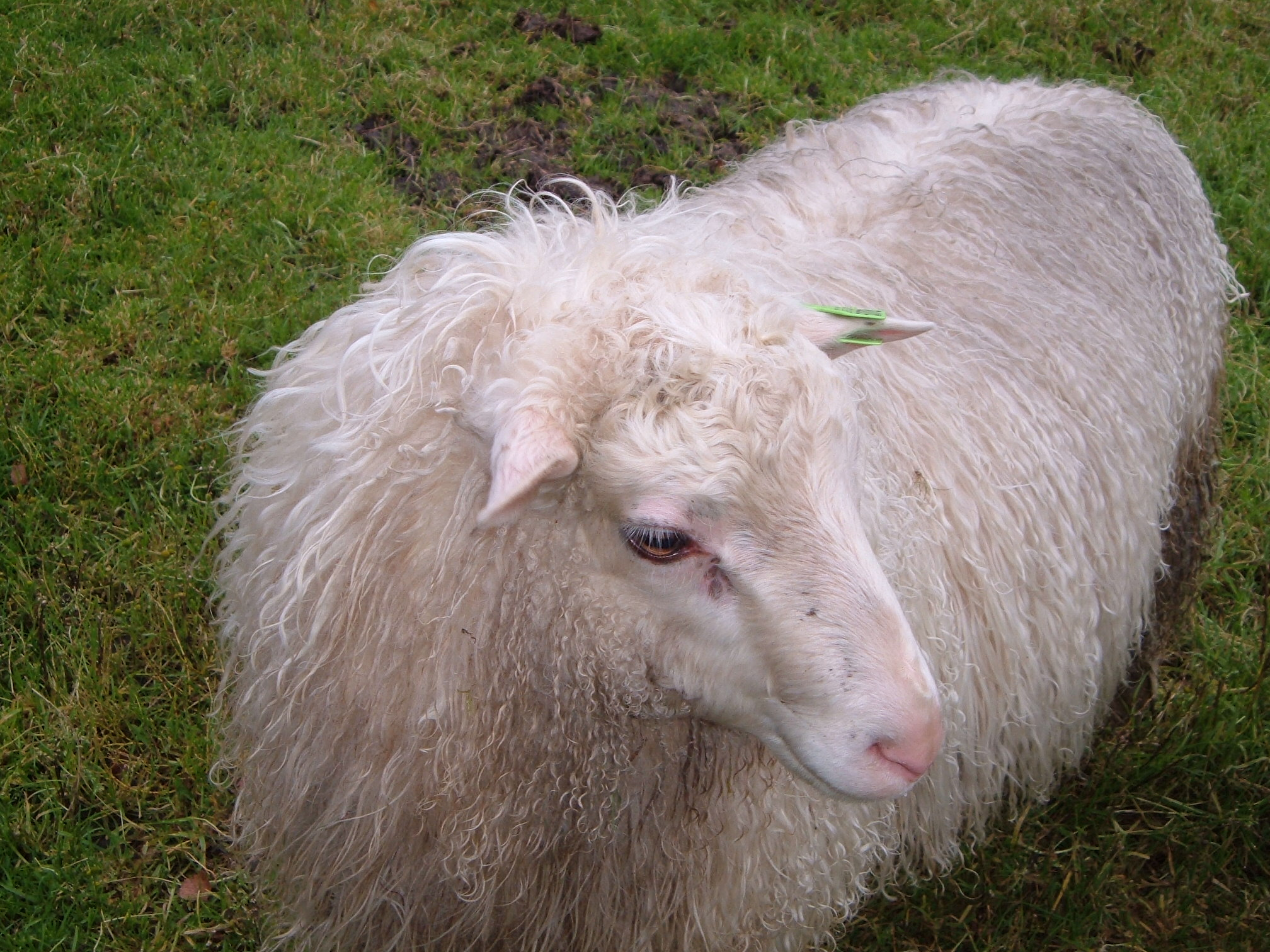
خروف سبالسو النرويجي
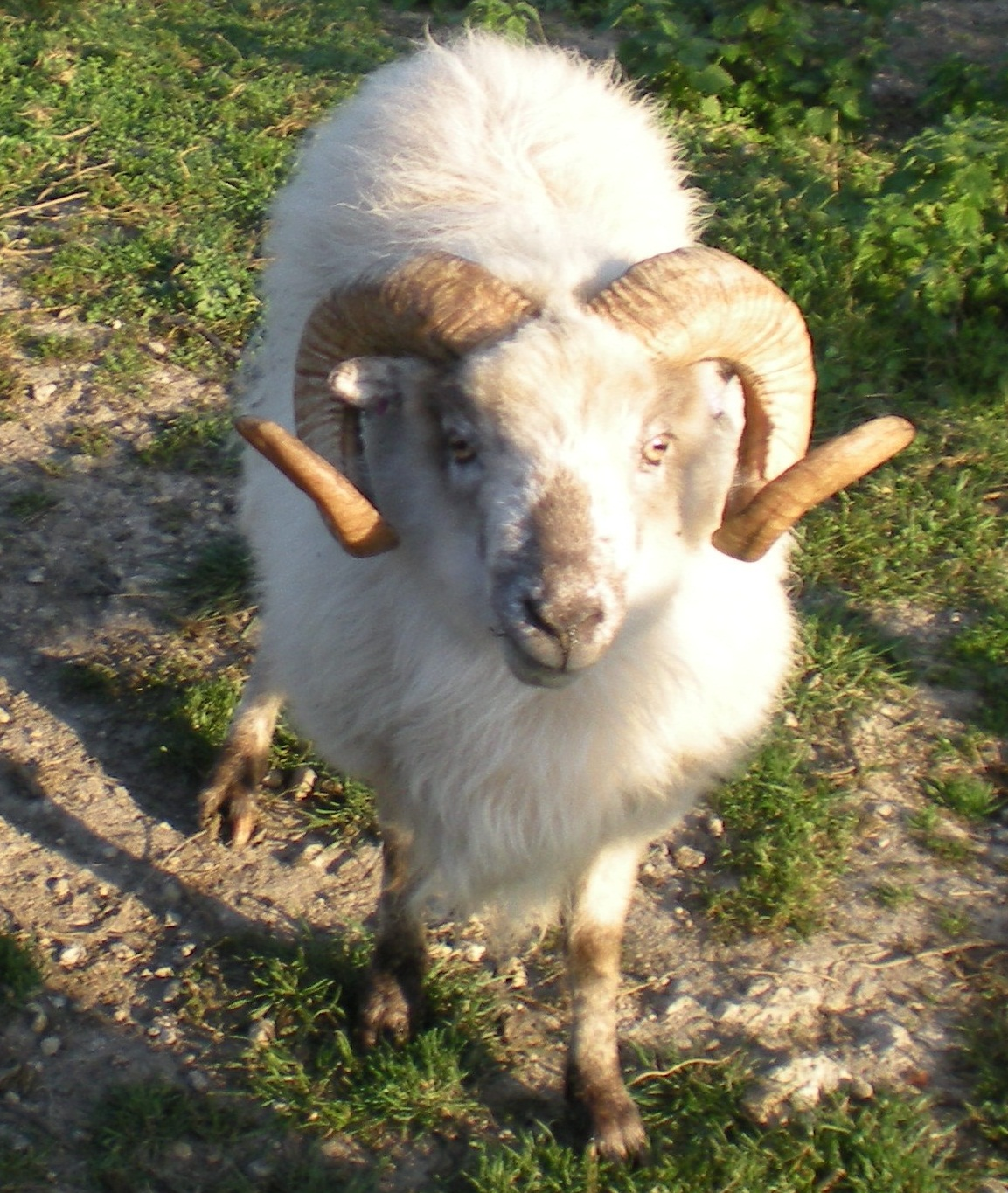
كبش من سلالة بوريراري . (بريطانيا)
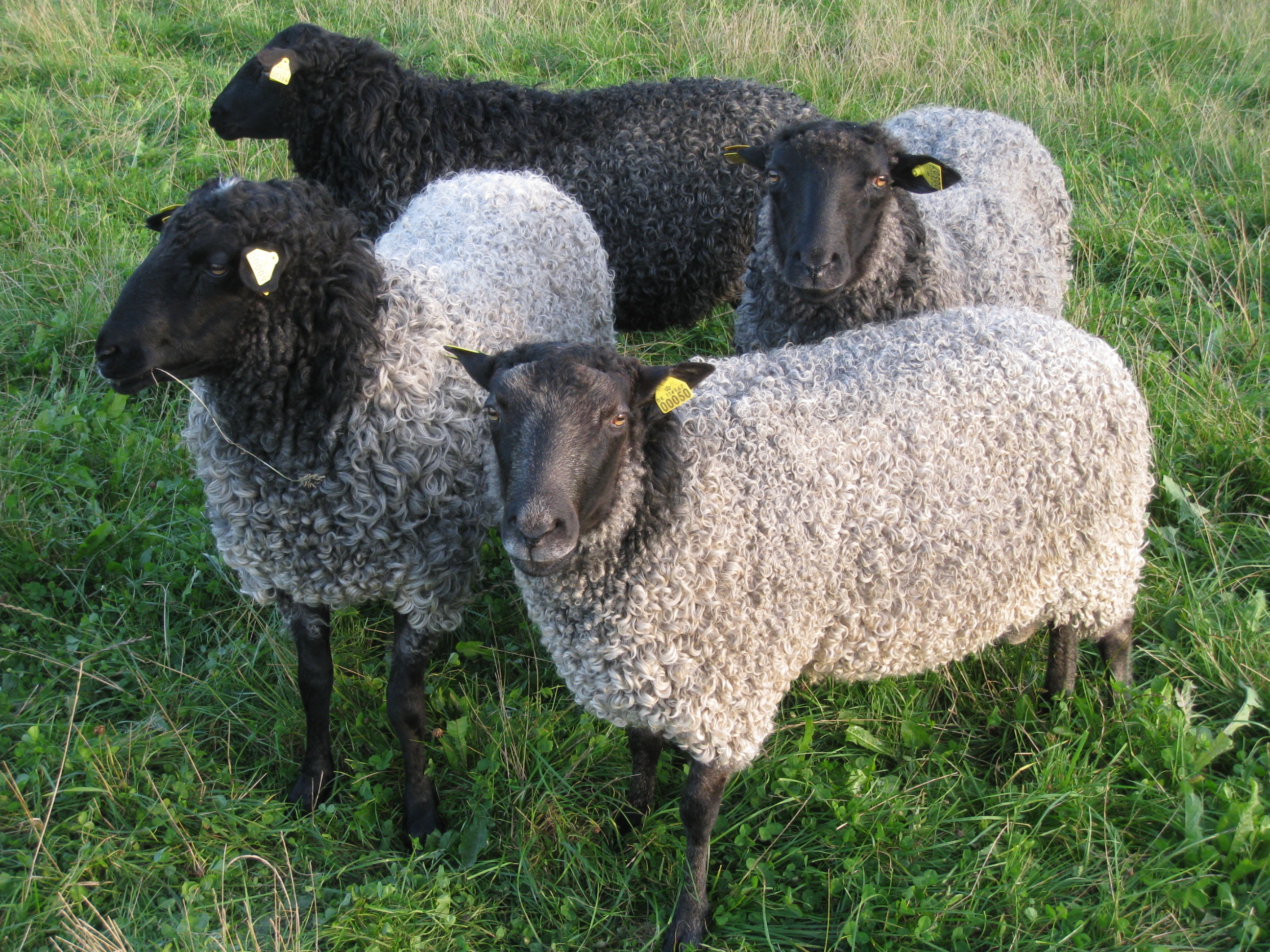
حملان كوتلاند السويدية